# Stephen Samuel Stratton
Stephen Samuel Stratton (Londres, 19 de desembre de 1840 - 25 de juny de 1906) fou un organista, musicòleg i compositor que estudià amb professors particulars i des de 1866 fou organista de diverses esglésies de Londres i Birmingham, sent nomenat el 1877 crític musical del diari Daily Post d'aquella última ciutat. La seva obra més reeixida és el diccionari British Musical Biography, en col·laboració amb James D. Brown (1897), component a més, unes biografies sobre Mendelssohn (1901) i Paganini (1907), i diverses conferències. També va publicar diverses composicions religioses i profanes.